# Női 100 méteres gátfutás a 2011. évi nyári európai ifjúsági olimpiai fesztiválon
A 2011. évi nyári európai ifjúsági olimpiai fesztiválon az atlétikai versenyszámokat Trabzonban rendezték. A női 100 méteres gátfutás előfutamait július 26.-án, a döntőjét pedig július 28.-án rendezték.

## Selejtező
Minden selejtezőcsoport első 2 helyezettje (Q) illetve a további legjobb 2 időeredménnyel (q) rendelkező sportoló jutott tovább a döntőbe.
| H  | F | Név                      | Nemzet           | E     | Mj   |
| -- | - | ------------------------ | ---------------- | ----- | ---- |
| 1  | 2 | Nadine Visser            | Hollandia        | 13.30 | Q PB |
| 2  | 1 | Marjolein Lindemans      | Belgium          | 13.58 | Q    |
| 3  | 1 | Sarah Kate Lavin         | Írország         | 13.71 | Q PB |
| 4  | 3 | Monika Zapalska          | Németország      | 13.73 | Q    |
| 5  | 1 | Anastasia Nikolaeva      | Oroszország      | 13.77 | q PB |
| 6  | 3 | Reetta Hurske            | Finnország       | 13.80 | Q PB |
| 7  | 2 | Teresa Errandonea        | Spanyolország    | 13.80 | Q PB |
| 8  | 2 | Viktoryia Shymanskaya    | Fehéroroszország | 13.88 | q PB |
| 9  | 2 | Zuzanna Rybarczyk        | Lengyelország    | 13.90 |      |
| 10 | 2 | Chrystie Lange           | Franciaország    | 13.95 |      |
| 11 | 3 | Lucie Koudelova          | Csehország       | 13.96 |      |
| 12 | 2 | Laura Maria Oja          | Észtország       | 14.11 | SB   |
| 13 | 3 | Rebecca Palandri         | Olaszország      | 14.24 |      |
| 14 | 1 | Mathilde Heltbech        | Dánia            | 14.33 |      |
| 15 | 3 | Krucsai Zsanett          | Magyarország     | 14.35 | PB   |
| 16 | 1 | Daria Calineac           | Románia          | 14.39 | PB   |
| 17 | 1 | Lucia Mokrasova          | Szlovákia        | 14.45 |      |
| 18 | 3 | Alexandra Vadasi         | Görögország      | 14.53 |      |
| 19 | 2 | Veselina Stanim Sotirova | Bulgária         | 14.73 | PB   |

## Döntő
| H     | Név                   | Nemzet           | E     | Mj |
| ----- | --------------------- | ---------------- | ----- | -- |
| Arany | Nadine Visser         | Hollandia        | 13.28 | PB |
| Ezüst | Monika Zapalska       | Németország      | 13.52 | PB |
| Bronz | Sarah Kate Lavin      | Írország         | 13.62 | PB |
| 4     | Teresa Errandonea     | Spanyolország    | 13.81 |    |
| 5     | Anastasia Nikolaeva   | Oroszország      | 13.81 |    |
| 6     | Viktoryia Shymanskaya | Fehéroroszország | 13.85 | PB |
| 7     | Reetta Hurske         | Finnország       | 13.85 |    |
| 8     | Marjolein Lindemans   | Belgium          | 31.98 |    |